# کالین فاستر (بازیکن فوتبال، زاده۱۹۵۲)
کالین فاستر (انگلیسی: Colin Foster؛ زادهٔ ۲۶ دسامبر ۱۹۵۲) بازیکن فوتبال اهل بریتانیا است.
از باشگاه‌هایی که در آن بازی کرده‌است می‌توان به باشگاه فوتبال پیتربورو یونایتد، باشگاه فوتبال منزفیلد تاون، و باشگاه فوتبال گرنثم تاون اشاره کرد.